# Ліки місцевого застосування

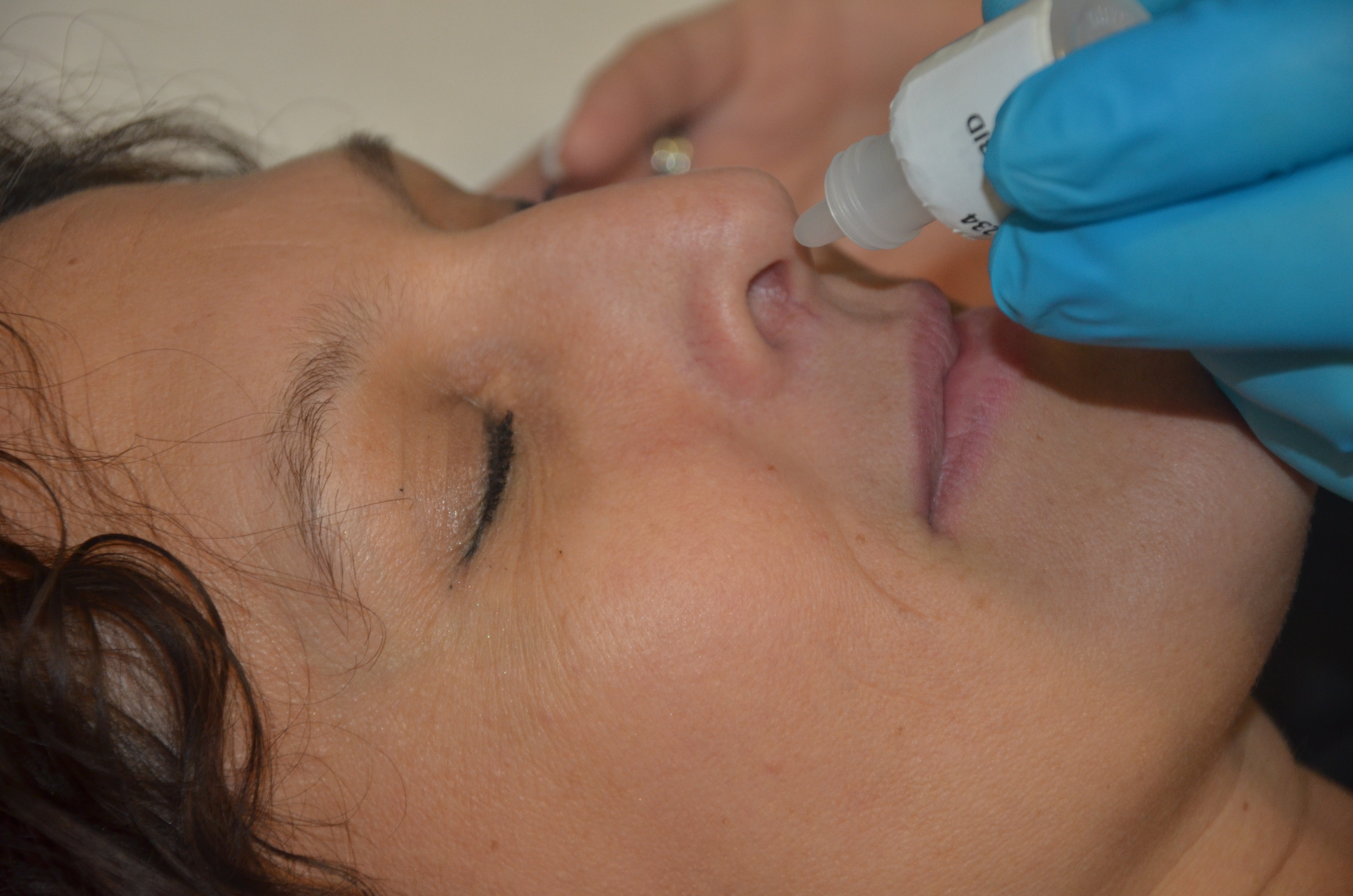
Медичний працівник вводить краплі в ніс

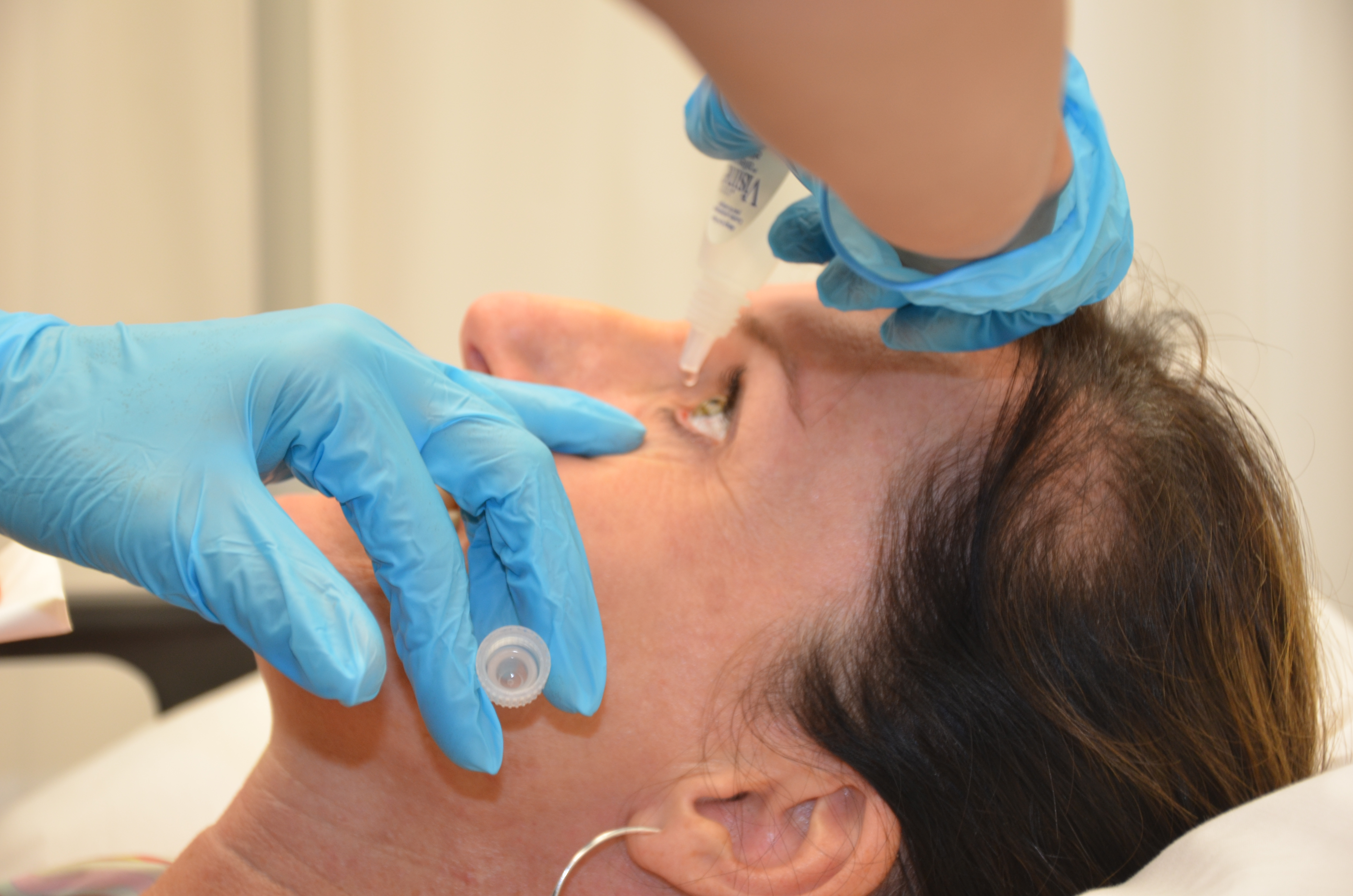
Закапування очних крапель

Ліки місцевого застосування (місцеві (препарати або ліки) або препарати для місцевого застосування, інколи топічні ліки) — це ліки, які наносяться на певне місце на тілі або в ньому. Найчастіше місцеві ліки означають нанесення на поверхні тіла, такі як шкіра або слизові оболонки, для лікування захворювань за допомогою широкого діапазону afhvfwtdnbxyb[ ajhv, включно з кремами, пінами, гелями, лосьйонами та мазями. Багато місцевих ліків є епікутанними, тобто вони наносяться безпосередньо на шкіру. Лік місцевого застосування також можуть бути інсуфляційно або інгаляційно, як-от ліки від астми, або наноситися на поверхню тканин, крім шкіри, наприклад, очні краплі, що наносяться на кон'юнктиву, або вушні краплі, що поміщаються у вухо, або ліки, що наносяться на поверхню зуба. Слово «топічний» (локальний, місцевий) походить від грецького τοπικός topikos, «про місце».

## Обґрунтування
Місцеве доставляння ліків — це шлях введення ліків через шкіру для надання місцевих терапевтичних ефектів. Оскільки шкіра є одним із найбільших і найповерхневіших органів людського тіла, фармацевти використовують її для доставляння різних ліків. Ця система зазвичай забезпечує локальний вплив на певні положення тіла. У давні часи люди використовували трави для зняття запалення або як знеболювальні засоби. Використання місцевої системи доставляння ліків зараз набагато ширше, ніж лише відмови від куріння чи косметичного застосування. Існує велика кількість лікарських форм, які можна використовувати місцево, включчно з кремами, мазями, лосьйонами, пластирами, присипками та багато іншого. Ця система доставляння ліків має багато переваг — уникнення метаболізму першого проходження, що може підвищити його біодоступність, зручність і легкість нанесення на велику площу, легкість припинення приймання ліків і уникнення подразнення шлунково-кишкового тракту. Усе це може підвищити комплаєнс пацієнтів. Однак у цієї системи є кілька недоліків — можливе подразнення шкіри та такі симптоми, як висип і свербіж. Крім того, через шкіру можуть проходити лише дрібні частинки, що обмежує вибір препаратів. Оскільки шкіра є основним середовищем місцевої системи доставляння ліків, її загальний стан визначає швидкість проникнення, що призводить до впливу на фармакокінетику препарату. Необхідно враховувати температуру, значення pH і сухість шкіри. На ринку є кілька нових місцевих препаратів, які можуть максимально використовувати систему.
Ця локалізована система забезпечує місцеві терапевтичні ефекти через шкіру, очі, ніс і піхву для лікування (наприклад, захворювань). Найбільш поширене використання для локальних інфекцій шкіри. Дерматологічні продукти мають різні фармацевтичні форми та різноманітні консистенції, хоча найпопулярнішими шкірними продуктами є напівтверді лікарські форми для місцевого лікування.

## Фактор, що впливає на місцеве всмоктування препарату
Місцеве всмоктування препарату залежить від двох основних факторів — біологічних і фізико-хімічних властивостей.
Перший фактор стосується впливу препаратів на структуру тіла. На розпад лікарських засобів може впливати місце застосування. Деякі дослідження виявили різні схеми черезшкірного поглинання. Окрім місця, вік також впливає на поглинання, оскільки структура шкіри змінюється з віком. Зниження рівня колагену та розширення мереж кровоносних капілярів відбувається з віком. Ці властивості змінюють ефективність поглинання як гідрофільних, так і ліпофільних речовин роговим шаром під поверхнею шкіри. Цілісність поверхні шкіри також може впливати на проникність ліків, наприклад, щільність волосяних фолікулів, потових залоз або пошкоджених запаленням чи зневодненням.
Інший фактор стосується метаболізму ліків на шкірі. Коли препарат черезшкірно наноситься на шкіру, він поступово всмоктується шкірою. Зазвичай, коли ліки засвоюються, вони метаболізуються різними ферментами в нашому організмі, і їх кількість буде меншою. Точна кількість, що доставляється до цільового місця дії, визначає ефективність і біодоступність препаратів. Якщо концентрація занадто низька, терапевтичний ефект не проявляється; якщо концентрація надто висока, токсичність ліків може спричинити побічні ефекти або навіть завдати шкоди нашому організму. Для місцевого способу доставляння ліків розпад ліків у шкірі дуже низький порівняно з печінкою. Метаболізм ліків відбувається головним чином за допомогою метаболічного ферменту цитохрому Р450, який не є активним у шкірі. Препарати, що активно метаболізуються CYP450, можуть підтримувати високу концентрацію при нанесенні на шкіру. Незважаючи на дію ферменту CYP450, коефіцієнт розподілу (К) визначає активність місцевих препаратів. Здатність частинок ліків проходити через шар шкіри також впливає на всмоктування ліків. Для трансдермальної активності препаратам з вищим значенням K важче пройти крізь ліпідний шар клітин шкіри. Тоді захоплені молекули не можуть проникнути в шкіру. Це знижує ефективність трансдермальних препаратів. Ліки націлені на клітини під шкірою або повинні дифундувати в кровоносні капіляри, щоб проявити свій ефект. Між тим, розмір частинок впливає на цей трансдермальний процес. Чим менші молекули ліків, тим швидше швидкість проникнення. Полярність препаратів також може впливати на швидкість дифузії. Якщо препарат має нижчий ступінь іонізації, він є менш полярним. Таким чином, він може мати більш швидкий рівень поглинання.

## Місцева проти системної дії
У визначенні місцевого способу введення іноді вказується, що як місце застосування, так і його фармакодинамічний ефект є місцевими.

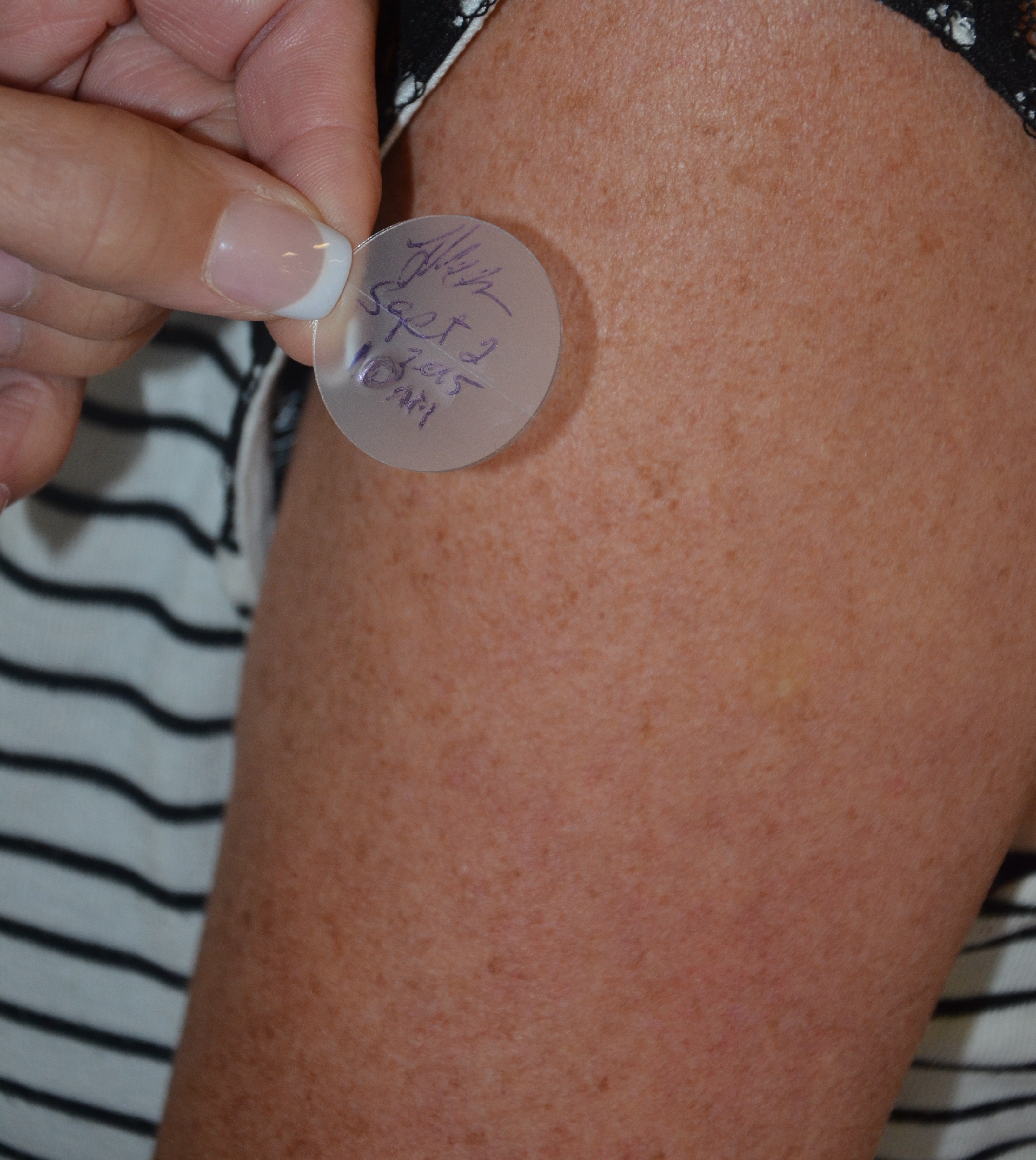
Трансдермальний пластир, який доставляє ліки, накладається на шкіру. На патчі вказано час і дату адміністрування, а також ініціали адміністратора.

В інших випадках місцеве застосування визначається як нанесення на локалізовану ділянку тіла або на поверхню частини тіла, незалежно від місця впливу. Згідно з цим визначенням місцеве застосування також включає трансдермальне застосування, коли речовина вводиться на шкіру, але всмоктується в організм для досягнення системного розподілу. Такі ліки, як правило, є гідрофобними хімічними речовинами, такими як стероїдні гормони. Конкретні типи включають трансдермальні пластирі, які стали популярним засобом введення деяких препаратів для контролю над народжуваністю, замісної гормональної терапії та профілактики морської хвороби. Одним із прикладів антибіотика, який можна застосовувати місцево, є хлорамфенікол.
Якщо визначити суто як місцеву дію, то місцевий шлях введення також може включати ентеральне введення ліків, які погано всмоктуються шлунково-кишковим трактом. Одним з антибіотиків, які погано всмоктуються, є ванкоміцин, який рекомендований перорально для лікування тяжкого коліту, викликаного Clostridium difficile.

## Вибір базової рецептури
Сила дії препарату часто змінюється залежно від його основи. Наприклад, деякі місцеві стероїди будуть класифіковані на один або два рази вище при переході від крему до мазі. Як правило, мазева основа є більш оклюзійною і швидше проникне в шкіру, ніж розчин або крем.
Виробник кожного топічного препарату повністю контролює склад основи препарату. Незважаючи на те, що крем одного виробника містить однакові активні інгредієнти, він може бути більш кислим, ніж інший, що може спричинити подразнення шкіри або змінити швидкість його поглинання. Наприклад, вагінальна композиція протигрибкового крему з міконазолом може подразнювати шкіру менше, ніж композиція крему для стоп міконазолу. Ці варіації іноді можуть призвести до різних клінічних результатів, навіть якщо активний інгредієнт однаковий. Не існує порівняльного маркування ефективності, щоб гарантувати однакову ефективність між марками місцевих стероїдів (відсоток олії та води різко впливає на ефективність місцевих стероїдів). Дослідження підтвердили, що ефективність деяких місцевих стероїдних продуктів може відрізнятися залежно від виробника чи марки. Прикладом цього є випадок брендового крему Valisone і крему Кеналог у клінічних дослідженнях, які продемонстрували значно кращі вазоконстрикції, ніж деякі форми цього препарату, виробленого виробниками генеричних препаратів. Проте, у простій основі, як-от мазь, відмінностей між виробниками набагато менше.
У дерматології основа препарату для місцевого застосування часто така ж важлива, як і сам препарат. Надзвичайно важливо отримати ліки в правильній основі перед нанесенням на шкіру. Фармацевт не повинен замінювати крем маззю або навпаки, оскільки сила дії препарату може змінитися. Деякі лікарі використовують густу мазь для заміни водонепроникного бар'єру запаленої шкіри під час лікування екземи, а крем може не досягти тієї самої клінічної мети.

## Фармацевтичні форми
Існує багато загальних класів, без чіткого розмежування між подібним формами. Як наслідок, те, що відділ маркетингу виробника вирішує вказати на етикетці місцевого препарату, може повністю відрізнятися від того, як форма зазвичай має бути вказана.

### Крем
Крем являє собою емульсію масла і води в приблизно рівних пропорціях. Він проникає через зовнішній шар рогівкового шару стінки шкіри. Крем густіший за лосьйон і зберігає свою форму, коли його виймають із контейнера. Він має тенденцію до помірного зволоження. Для місцевих стероїдних продуктів звичайними є емульсії «масло у воді». Креми мають значний ризик викликати імунологічну сенсибілізацію через консерванти та мають високий рівень сприйняття пацієнтами. Існують великі відмінності в інгредієнтах, складі, рН і толерантності серед генеричних брендів.

### Піна
Піну можна побачити при застосуванні місцевих стероїдів, призначених для шкіри голови.[джерело?]

### Гель
Гелі густіші за рідини. Гелі часто являють собою напівтверду емульсію і іноді використовують спирт як розчинник для активного інгредієнта; деякі гелі розріджуються при температурі тіла. Гель, як правило, це целюлоза, розрізана спиртом або ацетоном. Гелі, як правило, самовисихають, мають тенденцію до складу різних брендів, які сильно відрізняються, і несуть значний ризик викликати гіперчутливість через ароматизатори та консерванти. Гель корисний для волосяних ділянок і складок тіла. При нанесенні гелю слід уникати тріщин на шкірі через пекучу дію спиртової основи. Гель користується високим рівнем визнання завдяки своїй косметичній елегантності.

### Лосьйон

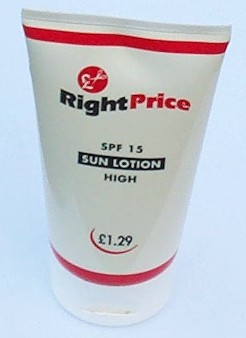
Тюбик сонцезахисного лосьйону з фактором 15

Лосьйони схожі на розчини, але вони густіші та мають більший пом'якшувальний ефект, ніж розчин. Зазвичай це олія, змішана з водою, і найчастіше містить менше спирту, ніж розчин. Лосьйони можуть підсушувати, якщо вони містять велику кількість спирту.

### Мазь

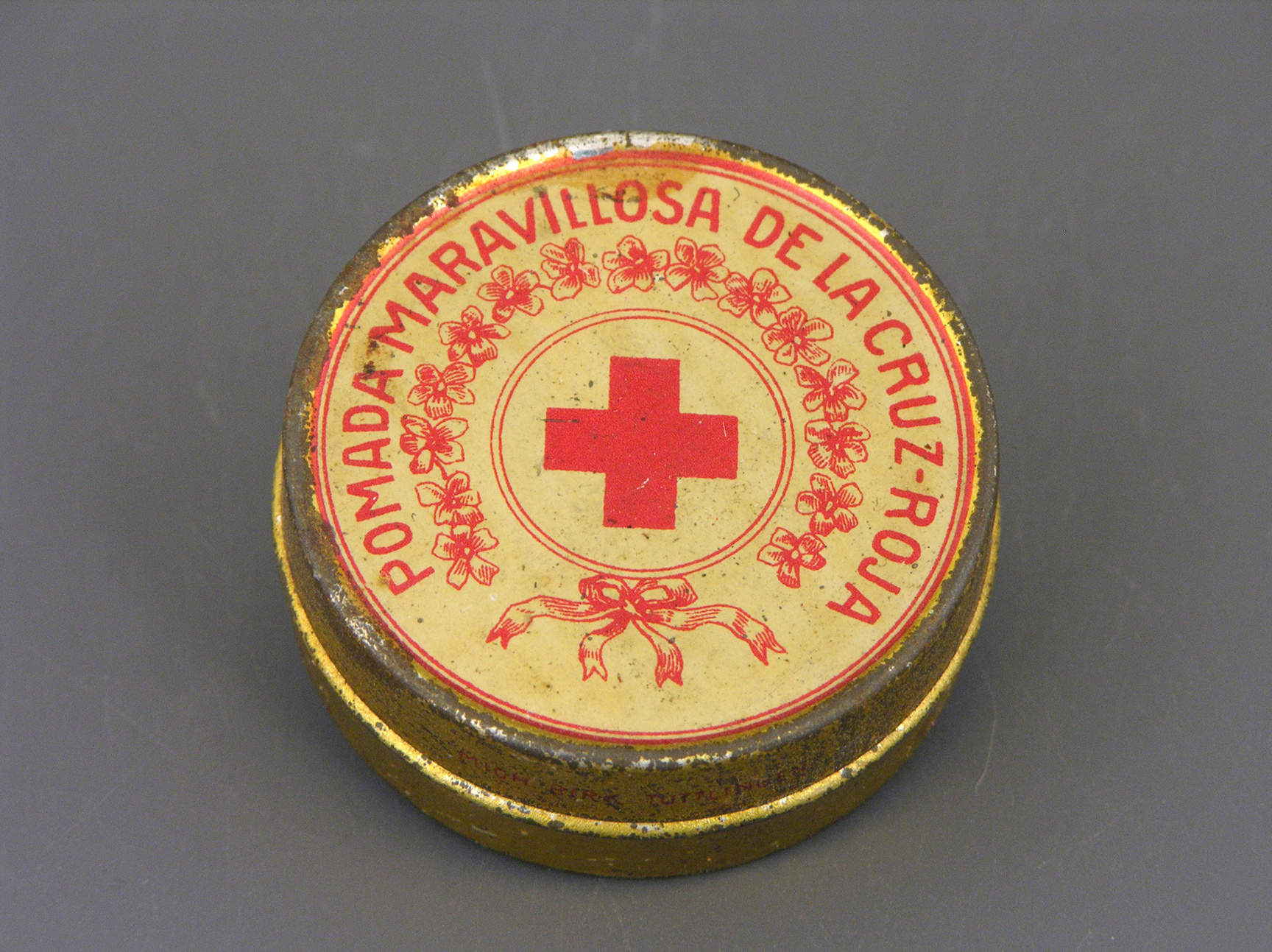
Металевий футляр для мазі Cruz Roja з Мексики (початок XX сторіччя) з постійної колекції Museo del Objeto del Objeto

Мазь — однорідний в'язкий напівтвердий препарат; найчастіше це жирна, густа емульсія «вода в маслі» (80 % олії, 20 % води) з високою в'язкістю, яка призначена для зовнішнього нанесення на шкіру або слизові оболонки. Мазі мають водне число, яке визначає максимальну кількість води, яку вони можуть містити. Вони використовуються як пом'якшувачі або для нанесення активних інгредієнтів на шкіру в захисних, терапевтичних або профілактичних цілях і там, де бажаний ступінь оклюзії.
Мазі застосовують місцево на різних поверхнях тіла. До них відносяться шкіра та слизові оболонки ока (мазь для очей), грудей, вульви, заднього проходу та носа. Мазь може бути або не бути лікувальною.
Мазі зазвичай дуже зволожувальні та корисні для сухої шкіри. Вони мають низький ризик сенсибілізації через невелику кількість інгредієнтів, крім базової олії чи жиру, і низький ризик подразнення. Як правило, існує невелика варіативність між марками ліків. Часто вони не подобаються пацієнтам через жирність.
Носій мазі відомий як мазева основа. Вибір основи залежить від клінічних показань для мазі. Розрізняють такі типи мазевих основ:
- Поглинальні основи, наприклад, бджолиний віск і вовняний жир
- Емульгувальні основи, наприклад, цетримід і емульгувальний віск
- Вуглеводневі основи, наприклад, церезин, мікрокристалічний віск, твердий парафін і м'який парафін
- Основи рослинної олії, наприклад, мигдальна олія, кокосова олія, оливкова олія, арахісова олія та кунжутна олія
- Водорозчинні основи, наприклад, макроголи 200, 300, 400

Ліки дисперговані в основі і поділяються після проникнення в живі клітини шкіри.
Водне число мазі — це максимальна кількість води, яку можуть містити 100 г основи при 20 °C.
Мазі виготовляються з використанням гідрофобних, гідрофільних або водоемульгувальних основ для отримання препаратів, які не змішуються, змішуються або емульгуються з виділеннями шкіри. Вони також можуть бути отримані з вуглеводневих (жирових), абсорбційних, водовіддалюваних або водорозчинних основ.
Оцінка мазей:
1. Вміст наркотиків
2. Вивільнення медикаменту з основи
3. Проникнення медикаментів
4. Консистенція препарату
5. Всмоктування ліків у кров
6. Подразнювальна дія

Властивості, які впливають на вибір основи мазі:
1. Стабільність
2. Проникність
3. Властивість розчинника
4. Подразнювальна дія
5. Простота нанесення і видалення

Способи приготування мазі:
- Злиття: у цьому методі інгредієнти розплавляються разом у порядку зменшення їх точки плавлення та перемішуються для забезпечення однорідності.[джерело?]
- Розтирання: у цьому тонко подрібнені нерозчинні лікарські засоби рівномірно розподіляються шляхом подрібнення з невеликою кількістю основи з наступним розведенням із поступовим збільшенням кількості основи.[джерело?]

### Паста
Паста поєднує в собі три речовини — масло, воду і порошок. Це мазь, в якій суспендований порошок.

### Порошок
Порошок є або чистим препаратом сам по собі (тальк), або виготовляється з препарату, змішаного з носієм, таким як кукурудзяний крохмаль або порошок качанів кукурудзи (Zeosorb AF — порошок міконазолу). Може використовуватися як інгаляційний місцевий засіб (порошок кокаїну, який використовується в хірургії носа).

### Збовтайте лосьйон
Шейк-лосьйон — це суміш, яка з часом розділяється на дві або три частини. Часто олію, змішану з розчином на водній основі, потрібно струшувати до суспензії перед використанням і містить інструкції: «Ретельно струсіть перед використанням».

### Тверді форми
Ліки можна помістити в тверду форму. Прикладами є дезодоранти, антиперспіранти, в'яжучі та кровоспинні засоби. Деякі тверді речовини плавляться, досягаючи температури тіла (наприклад, ректальні супозиторії).

### Губка
Деякі методи контрацепції покладаються на губку як носія рідких ліків. У деяких культурах лимонний сік, залитий губкою, використовувався як примітивний засіб контрацепції.

### Стрічка
Стрічка Cordran є прикладом місцевого стероїду, який наноситься під оклюзію стрічкою. Це значно підвищує ефективність і поглинання місцевого стероїду та використовується для лікування запальних захворювань шкіри.

### Настоянка
Настоянка — це препарат для шкіри з високим відсотком спирту. Зазвичай він використовується як транспортний засіб для наркотиків, якщо потрібно висушити територію.

### Розчини для місцевого застосування
Розчини для місцевого застосування можуть продаватися у вигляді крапель, ополіскувачів або спреїв, вони зазвичай мають низьку в'язкість і часто містять спирт або воду в основі. Зазвичай це порошок, розчинений у спирті, воді та іноді в олії; хоча розчин, який використовує алкоголь як базовий інгредієнт, як у місцевих стероїдах, може спричинити висихання шкіри.[сторінка?] Існують значні відмінності серед брендів, і деякі розчини можуть викликати подразнення, залежно від консервантів та ароматизаторів, які використовуються в основі.
Деякі приклади актуальних рішень наведено нижче:
1. Розчин для місцевого застосування ацетату алюмінію: безбарвний, зі слабким оцтовим запахом і солодкуватим смаком. Застосовують зовнішньо як в'яжучий засіб після розведення 10-40 частинами води. Він використовується в багатьох видах дерматологічних кремів, лосьйонів і паст. Для цього препарату доступні комерційні попередньо відміряні та упаковані таблетки та порошки.[джерело?]
2. Повідон-йод місцевий розчин: це хімічний комплекс йоду з полівінілпіролідоном. Засіб являє собою полімер із середньою молекулярною масою 40000. Повідон-йод містить 10 % доступного йоду, який повільно вивільняється при нанесенні на шкіру. Цей препарат використовується місцево як хірургічний скраб і антисептичний розчин, який не подразнює; його ефективність безпосередньо пов'язана з наявністю й вивільненням йоду з комплексу. Комерційний продукт: Бетадин розчин.[джерело?]

### Трансдермальний пластир
Трансдермальні пластирі можуть бути дуже точним методом доставляння ліків із вивільненням у часі. Розрізання пластиру навпіл може вплинути на доставлену дозу. Вивільнення активного компонента з трансдермальної системи доставляння (пластиру) можна контролювати шляхом дифузії через клей, який покриває весь пластир, шляхом дифузії через мембрану, яка може мати клей лише на ободі пластиру, або вивільнення препарату може контролюватися вивільненням з полімерної матриці. Розрізання пластиру може призвести до швидкого зневоднення основи ліків і вплинути на швидкість дифузії.

### Пар
Деякі ліки застосовуються у вигляді мазі або гелю і потрапляють на слизову оболонку шляхом випаровування. Прикладами є назальні місцеві деконгестанти та пахуча сіль.

## Система класифікації місцевих лікарських засобів

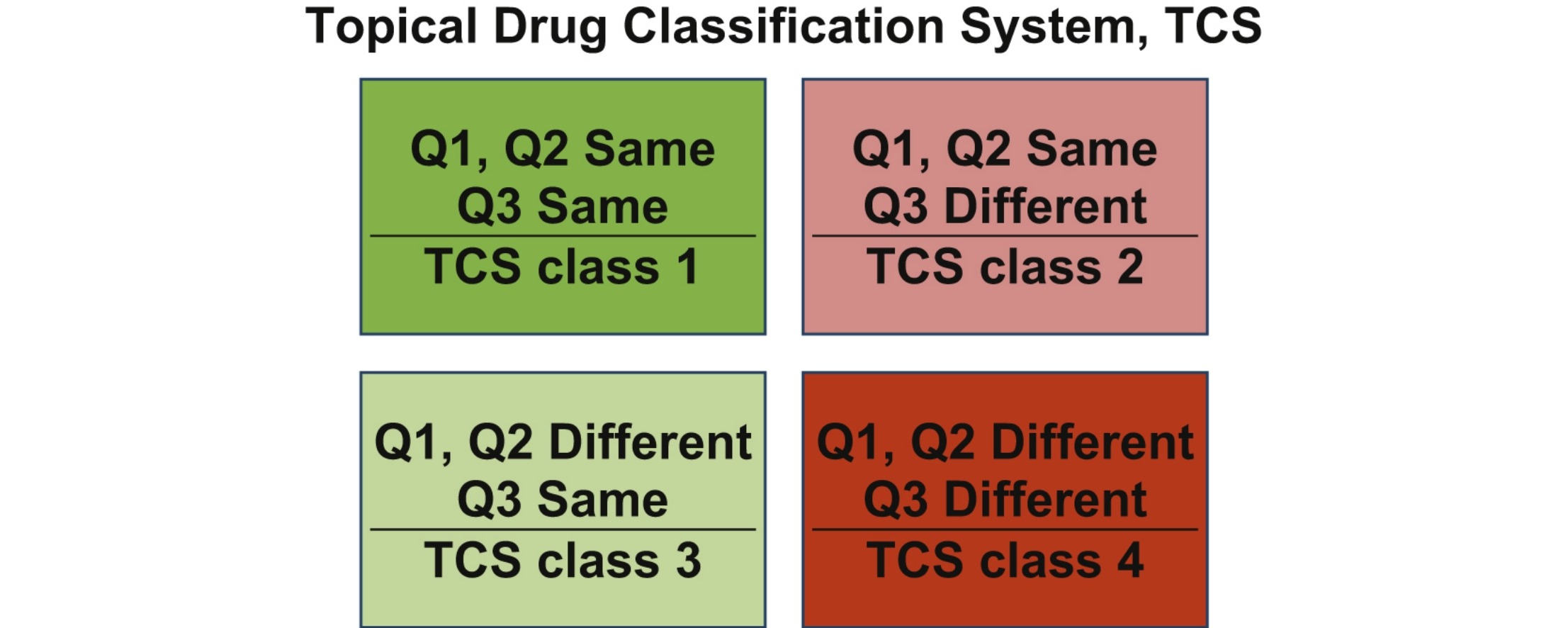
Графічне резюме системи класифікації місцевих лікарських засобів

Система класифікації місцевих лікарських засобів (КМЛ, англ. TCS) запропонована FDA. Вона розроблена на основі системи біофармацевтичної класифікації (СБК, англ. BCS) для пероральних твердих лікарських засобів негайного вивільнення, яка є дуже успішною протягом десятиліть. Є 3 аспекти для оцінювання та 4 класи загалом. 3 аспекти включають якісний (Q1), кількісний (Q2) і подібність швидкості вивільнення in vitro (IVR) (Q3).

### Переваги місцевих систем доставляння ліків
На початку 1970-х років корпорація Alza через свого засновника Алехандро Заффароні подала перші патенти США, що описують системи трансдермальної доставляння скополаміну, нітрогліцерину та нікотину. Люди виявили, що нанесення ліків на поверхні тіла є корисним у багатьох аспектах. Ліки для шкіри можуть надати швидший початок і місцеву дію на наш організм, оскільки поверхневий крем може обійти метаболізм першого проходження, наприклад печінковий і кишковий метаболізм. Окрім поглинання, шкірні препарати ефективно запобігають обмеженням перорального введення, таким як нудота та блювота, а також погані прилади через неприємний смак ліків. Місцеве застосування — це простий спосіб для пацієнтів безболісним і неінвазивним способом подолати шкірні інфекції. З точки зору пацієнта, нанесення ліків на шкіру також забезпечує стабільну дозу в крові, щоб забезпечити оптимальну біодоступність і терапевтичний ефект. У разі передозування або небажаних побічних ефектів пацієнти можуть швидко зняти або змити ліки, щоб усунути токсичність, просто видаливши пластир, щоб зупинити доставляння ліків.

### Недоліки місцевих систем доставляння ліків
Місце нанесення пластирів для місцевих препаратів може дратуватися, з'являтися висипання та свербіж. Таким чином, деякі місцеві препарати, включаючи нікотинові пластирі для відмови від куріння, рекомендується міняти місцями для кожного нанесення, щоб уникнути постійного подразнення шкіри. Крім того, оскільки препарат повинен проникати через шкіру, деякі препарати можуть не проходити через шкіру. Деякі ліки потім «витрачаються», і біодоступність препарату зменшується.

### Проблеми розробки місцевої лікарської форми
Проникнення через шкіру є основною проблемою для будь-якої місцевої лікарської форми. Лікарський засіб має проникнути через шкіру, щоб потрапити в організм для виконання своїх функцій. Препарат відповідає першому закону дифузії Фіка. Однією з найпоширеніших версій першого закону дифузії Фіка є:
{\displaystyle J=-D{dc \over dx}}
де
- J це дифузійний потік.
- D це коефіцієнт дифузії.
- dc/dx це градієнт концентрації.

Для D описується рівнянням Стокса–Ейнштейна. Рівняння таке:
{\displaystyle D={\frac {RT}{6\pi \eta rN_{A}}}}
де
- R це Універсальна газова стала.
- T це Температура.
- η це В'язкість.
- r це Радіус розчиненої речовини.
- {\displaystyle N_{A}} це Стала Авогадро.

Припускаючи, що градієнт концентрації постійний для всіх щойно застосованих місцевих препаратів, а температура постійна (нормальна температура тіла: 37 °C), в'язкість і радіус препарату визначають потік дифузії. Чим вище в'язкість або більше радіус препарату, тим менший дифузійний потік препарату.

## Нові розробки
Існує багато факторів, які розробники ліків повинні враховувати при розробці нових місцевих форм.
Перший — це вплив транспортного засобу. Середовище для перенесення місцевих препаратів може впливати на проникнення активного інгредієнта препарату та його ефективність. Наприклад, цей носій може мати охолоджувальну, підсушувальну, пом'якшувальну або захисну дію відповідно до необхідних умов місця нанесення, наприклад, нанесення гелю або лосьйону на волосяні ділянки. Тим часом вченим необхідно узгодити тип препарату з типом уражень. Наприклад, їм потрібно уникати жирних мазей при гострому мокнучому дерматиті. Хіміки також повинні враховувати подразнення або будь-який потенціал сенсибілізації, щоб переконатися, що місцеве застосування може бути стабільним під час зберігання та транспортування, щоб підтримувати свою ефективність. Іншим потенційним матеріалом є дисперсія на основі нановолокон для покращення адгезії активних інгредієнтів до шкіри.
Щоб підвищити проникнення препарату в шкіру, у вчених є кілька способів досягти поставлених цілей, використовуючи хімічне, біохімічне, фізичне посилення та посилення перенасичення. Удосконалена технологія Емульгель — це прорив у знеболюючих місцевих препаратах. Це допомагає гелю проникати глибоко в шар шкіри, щоб посилити доставляння диклофенаку до точки болю, щоб досягти кращих терапевтичних ефектів шляхом зміни вищевказаних властивостей.